# Hvordan man møder en havfrue
Hvordan man møder en havfrue er en dansk dokumentarfilm fra 2017 instrueret af Coco Schrijber.

## Handling
Rebecca, Lex og Miguels liv forbindes med havet i, på og under vandets overflade. Havet er både smukt og farligt, ven og fjende. Via havets tilstande tager filmen del i tvivlen, sorgen og modet hos protagonisten, som søger hjælp i havet. Instruktør Coco Schrijber går også til havet for at finde svar om hendes forsvundne bror Lex, men lige meget hvor forstående, energisk eller roligt havet er, er det i sagens ende blot vand og indifferent overfor folks spørgsmål. Rebecca, Lex, Miguel og deres familie er overladt til at klare sig selv.